# Alessia Cobelli
Alessia Cobelli (Asti, 6 gennaio 1984) è una calciatrice italiana, di ruolo centrocampista, svincolata dall'estate 2016.

## Palmarès
- Campionato italiano di Serie B: 2

Cuneo: 2013-2014 (secondo livello)
Piossasco: 2003-2004 (terzo livello)
Juventus Torino: 2009-2010 (terzo livello)